# Figline Vegliaturo
Figline Vegliaturo es un municipio situado en el territorio de la provincia de Cosenza, en Calabria (Italia).

## Demografía
| Gráfica de evolución demográfica de Figline Vegliaturo entre 1861 y 2001 |
|                                                                          |
| Fuente ISTAT - elaboración gráfica a cargo de Wikipedia                  |

- Datos: Q53879
- Multimedia: Figline Vegliaturo / Q53879

1. ↑  Worldpostalcodes.org, código postal n.º 87050.
2. ↑  «Codici Catastali». Comuni-italiani.it (en italiano). Consultado el 29 de abril de 2017.